# Gödöllő
Gödöllő (in tedesco Getterle) è una città di 34 396 abitanti situata nella contea di Pest, nell'Ungheria settentrionale.

## Amministrazione

### Gemellaggi
- Aichach
- Berehove
- Miercurea Ciuc, dal 1994[1]
- Dunajská Streda
- Forssa
- Gießen
- Hillerød
- Laxenburg
- Turnhout
- Wageningen
- Senta
- Żywiec
- Bogor
- Brandýs nad Labem-Stará Boleslav
- Valdemoro